# Richard Swift
Richard Swift (16. března 1977 – 3. července 2018) byl americký hudebník a hudební producent. Pocházel z kvakerské rodiny a od dětství se věnoval zpěvu. Vydal několik alb, přičemž prvním z nich je The Novelist z roku 2003. V letech 2002 až 2003 doprovázel kapelu Starflyer 59 při koncertech a rovněž hrál na jejím albu Old (2003). V letech 2011 až 2016 působil v kapele The Shins a v letech 2014 až 2015 doprovázel duo The Black Keys. Také působil ve skupině The Arcs, což byl boční projekt Dana Auerbacha z The Black Keys. V roce 2010 produkoval album What We Lose in the Fire We Gain in the Flood kapely The Mynabirds a podílel se též na albu The Trip zpěvačky Lætitie Sadier. Hrál na řadu různých nástrojů, včetně bicí soupravy, kytary, baskytary či různých klávesových nástrojů. Zemřel roku 2018 ve věku 41 let.